# Linobambaki
Linobambaki était un surnom donné en Grèce ottomane :
- soit à des communautés converties à l'islam pour échapper à la double-capitation sur les non-musulmans (haraç)[1] et au devchirmé (παιδομάζωμα : razzia des enfants, pour en faire des janissaires) : d'origine grecque, ce sont les ma'mīnīm ; juive, ce sont les avdétis ; bulgare, ce sont les pomaques ; serbe, ce sont les goranes. Lors de la conscription annuelle, ils étaient, comme musulmans, mobilisés dans l'armée Ottomane[2],[3] ;
- soit à des personnes qui, même restées chrétiennes ou juives, choisirent de prendre l'apparence des musulmans, comme les hospodars phanariotes des principautés danubiennes[4].

## Histoire

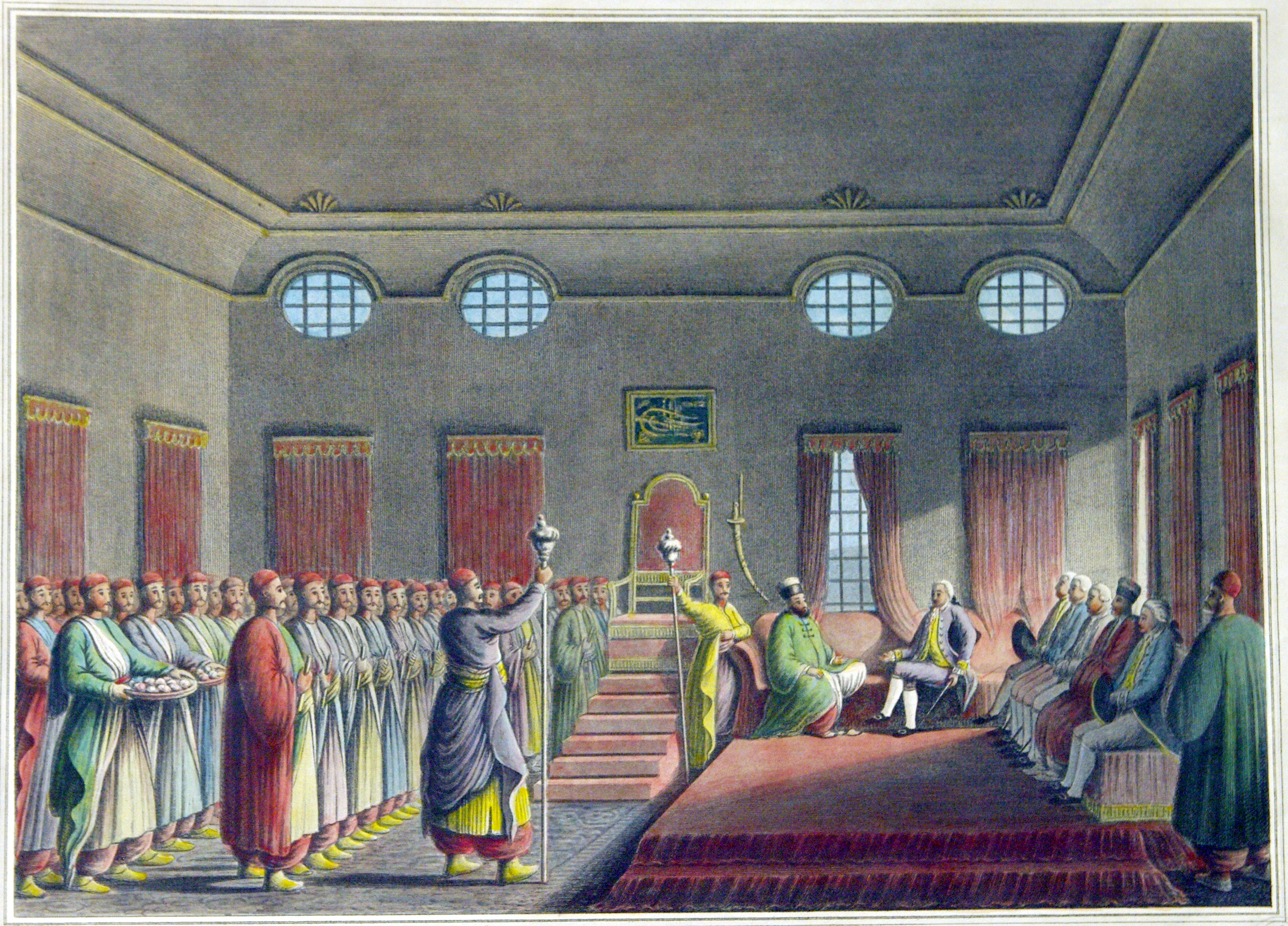
Le hospodar phanariote de Valachie, Alexandre Mourousi recevant l'ambassadeur britannique Robert Liston et sa suite auprès de son trône à Bucarest. Le prince est descendu de son trône pour se mettre à portée de son interlocuteur. Au-dessus du trône, le monogramme du sultan ottoman, suzerain de la Valachie. Bien qu'ils soient chrétiens, le hospodar et sa suite sont tous vêtus à l'orientale, en bons Linobambakis.

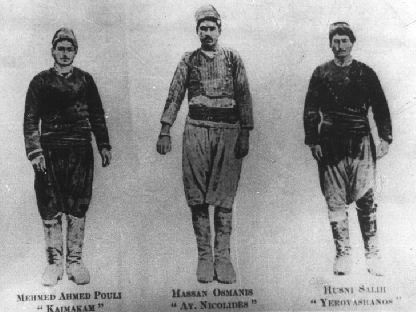
Hassan Pouli (Hasan Bulli), une figure historique du folklore Chypriote.

### Généralités
Linobambaki vient du grec « λινο » (lino), lin et « βάμβακοι » (vamvaki), coton, et se comprend comme la métaphore française « du lard ou du cochon » pour désigner quelque chose dont la nature n'est pas claire, ou bien est double. Comme dans le cas du marranisme des juifs de la péninsule Ibérique, les Linobambaki portaient souvent des noms multiples, musulmans, juifs ou chrétiens, comme Ali/Élie/Elijah, Djibril/Cebrâil/Gabriel, Ibrahim/Abraham/Avram, Iskander/Alexandre, Malik/Michel, Ridvan/Radovan ou Suleyman/Shimon/Salomon, pouvaient consommer de l'alcool (rakı) ou du porc, et ne participaient pas souvent aux offices religieux. Cette attitude constituait un risque, car, si les autorités musulmanes se mettaient à les soupçonner de pratiquer en secret leurs religions antérieures (taqîyya en arabe : تقيّة), ils pouvaient être accusées d'apostasie et mis à mort selon la charia.
Aujourd'hui cette métaphore est tombée dans l'oubli, sauf à Chypre où leurs descendants font partie des Chypriotes turcs,.

### Spécificité chypriote
Dans l'île de Chypre tout commence à l'issue de la quatrième guerre vénéto-ottomane (1570–73) lorsque le pays est rattaché à l'Empire ottoman. Autant les « latins », « Francs » et Vénitiens, avaient persécuté les Chypriotes orthodoxes, autant les Ottomans persécutèrent les « Latins », craignant qu'ils ne complotent pour le retour de Venise. Ainsi, la tolérance turque vis-à-vis la communauté catholique était bien moindre que celle envers la communauté orthodoxe. En plus de la pression politique et religieuse, une oppression économique se manifesta par la confiscation des propriétés « latines ». Les rebelles étaient réduits en esclavage. Les catholiques affectés par ces abus étaient des Vénitiens, Génois, Maronites et Arméniens dont beaucoup se convertirent à l'islam afin d'échapper à ce sort : ce furent les Linobambakis chypriotes.
Beaucoup de villages Linobambaki ont des noms de saints chrétiens qui commencent par « άγιος (ayios) » dans le cas des anciens orthodoxes, et par « san » dans le cas des anciens catholiques. L'histoire et les racines culturelles des Linobambaki se retrouvent partout dans la littérature et vie des Chypriotes turcs. Par exemple, deux des personnages principaux du folklore chypriote turc sont “Gavur Imam” et “Hasan Bulli”. Bien que musulmans, les Linobambaki ont été de toutes les révoltes et manifestations contre le règne ottoman, et contre ses représentants sur l'île.

### Localités
Beaucoup de villages et quartiers chypriotes turcs étaient autrefois des localités Linobambakis. Ce sont :
- Agios Sozomenos (Arpalık)[15]
- Agios Theodoros (Boğaziçi)[16]
- Armenochori (Esenköy)[17]
- Ayios Andronikos (Yeşilköy)[18]
- Ayios Iakovos (Altınova)[17]
- Ayios Ioannis (Ayani)[19]
- Ayios Khariton (Ergenek)[17]
- Dali (Dali)[15]
- Aphrodisia (Yağmuralan)[20]
- Stenakrotiri (Kaleburnu)[21]
- Kato Arodhes (Aşağı Kalkanlı)[15]
- Tylliria (Dılirga)[22]
- Kornokypos (Görneç)[23]
- Limnítis (Yeşilırmak)[24]
- Louroutsina (Akıncılar)[25]
- Melounta (Malıdağ)[17]
- Platani (Çınarlı)[23]
- Potamia (Bodamya)[15]
- Kritou Marottou (Gritmarut)[26]
- Vretsia (Vreca)[19]

## Les Linobambakis aujourd'hui

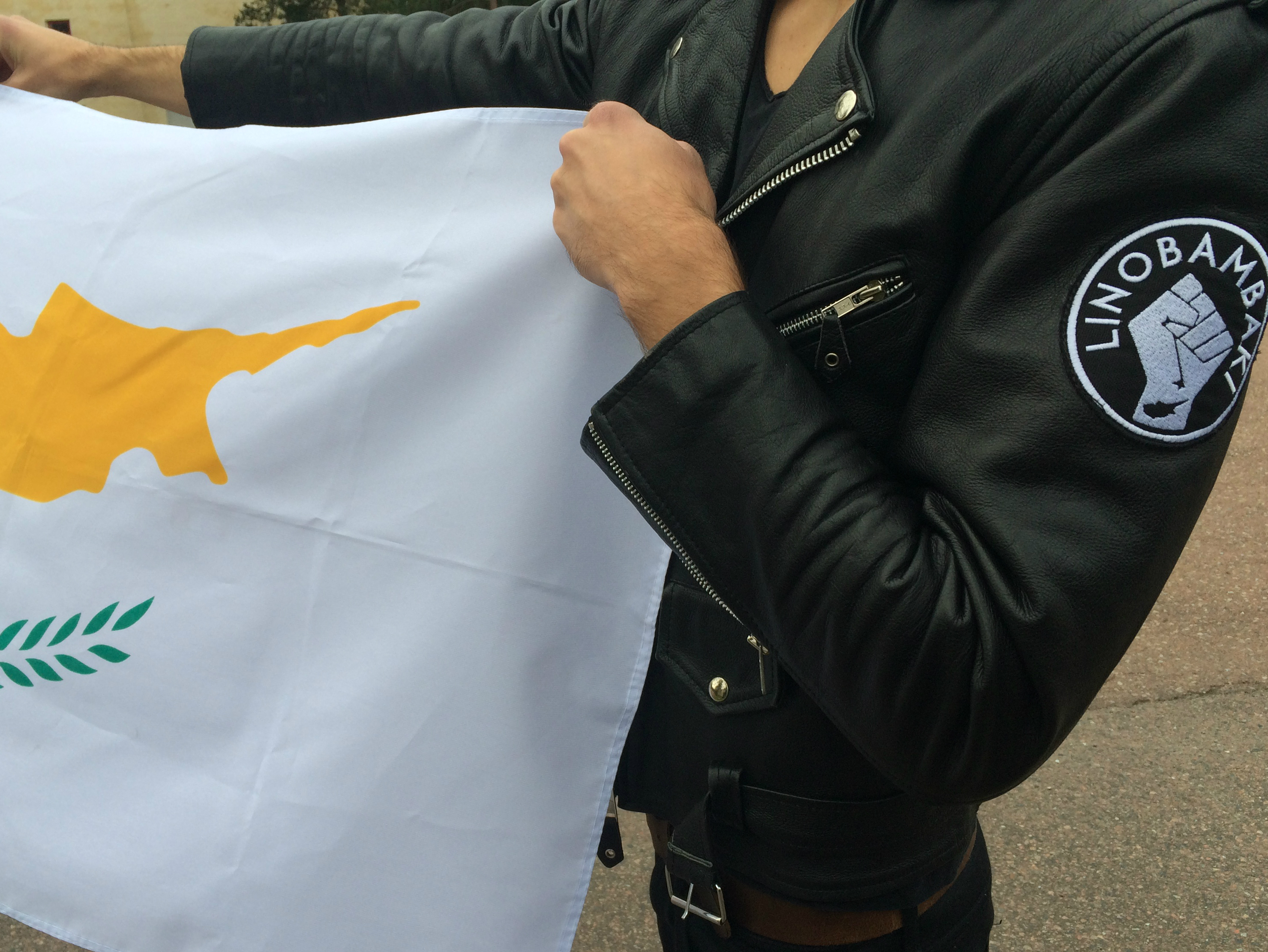
Manifestations des Chypriotes turcs de 2011.

Le système des milliyets de l'Empire Ottoman a été aboli en 1878 à Chypre par l'administration coloniale britannique mais le peuple de Chypre n'en fut pas moins divisé en deux groupes principaux selon les données des recensements et des administrations et les Linobambaki furent assimilés à la communauté Chypriote turque. 
Aujourd'hui, à cause de la division de l'île et de l'isolement politique et économique de la partie occupée par la Turquie, des tensions sont apparues entre les Chypriotes turcs d'une part, les colons venus d'Anatolie et la Turquie d'autre part. Ces tensions ont remis en mémoire de part et d'autre les origines Linobambaki des Chypriotes turcs, conduisant à la formation d'organisations et de groupes spécifiques à cette communauté.
Hors de Chypre, un cas parallèle aux Linobabakis est celui des quelque 50 000 survivants pontiques du génocide de leur communauté pendant et après la Première Guerre mondiale, devenus musulmans et Turcs pour ne pas être expropriés et expulsés à leur tour vers la Grèce, comme l'ont été 400 000 d'entre eux en 1924, en application du traité de Lausanne de 1923. On estime leurs descendants actuels à plus de 200 000 personnes vivant pour la plupart au Pont, mais ce sujet est « tabou » aussi bien en Grèce (où l'Église les considère comme des apostats, et les nationalistes comme des « traîtres ») qu'en Turquie (où les nationalistes n'admettent pas qu'un « bon » ou « vrai » Turc puisse avoir des ancêtres grecs et chrétiens, incitant ceux dont c'est le cas à cacher leurs origines, ce qui est aussi au nord de Chypre le cas de la majorité des Linobambakis).